# 軟身神像
軟身神像是一種裝置有關節、四肢可活動的雕像，雕刻內容是道教或佛教的神祇，用途是奉祀於寺廟之中，通常為木雕。
其製作方法為：先將四肢與身軀分開雕刻，待完成後才接合，穿上多層神袍。

## 台灣

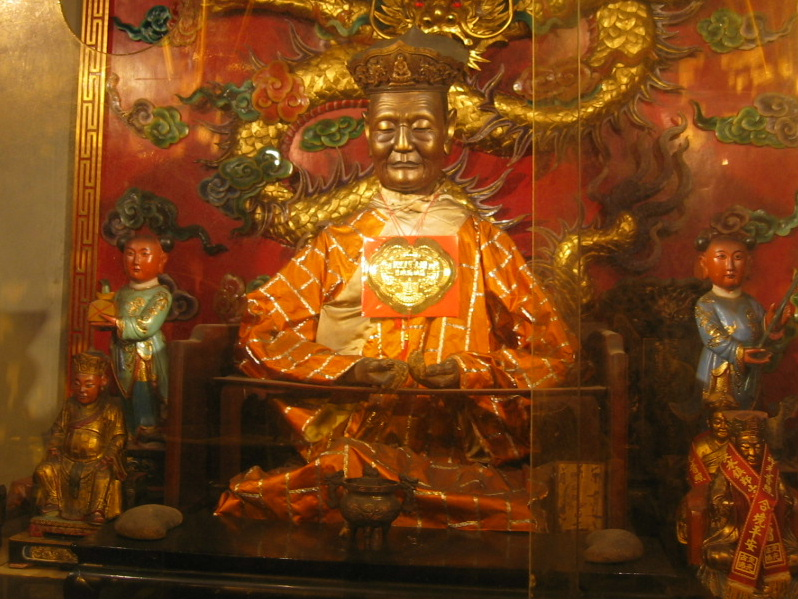
鄞山寺定光古佛神像，雙手置於案上。

台灣現存軟身神像有：

### 北台灣
- 基隆市仁愛區龍德慈惠堂的三尊軟身媽祖神像(自湄洲島來)
- 台北市萬華區料館天后宮的軟身媽祖神像（原臺北大天后宮的媽祖軟身神像)
- 台北市北投區關渡宮干豆二媽神像，干豆二媽頗負盛名，信仰範圍涵蓋雙北、基隆、宜蘭、以及桃園。
- 台北市大同區大龍峒保安宮鎮殿保生大帝、及部分力士會等。
- 新北市汐止區濟德宮的媽祖神像
- 新北市淡水區鄞山寺的定光古佛神像
- 新北市新莊區武聖廟的關聖帝君神像
- 新北市中和區順濟天后宮的媽祖神像
- 桃園區桃園護國宮太子廟巡案太子神像
- 新竹市北門長和宮湄州正三媽神像
- 新竹市城隍廟的都城隍神像、城隍夫人神像
- 苗栗縣通霄鎮白沙屯拱天宮的媽祖神像
- 苗栗縣苑裡鎮苑裡慈和宮媽祖鎮殿二媽。據耆老傳說，慈和宮軟身二媽與鎮殿大媽是同一棵樹木雕製而成。
- 臺中市大甲區鎮瀾宮的鎮殿大媽神像
- 臺中市北區元保宮的保生大帝神像
- 彰化縣鹿港鎮興安宮媽祖開基正身神像（媽祖生、端午節才回宮）
- 彰化縣彰化市定光佛廟的定光古佛神像
- 彰化天后宮的媽祖神像
- 彰化縣北斗鎮北斗奠安宮的媽祖神像，包含東螺開基祖媽在內，一共供奉五尊超過百年的軟身媽祖神像，數量堪稱全台之最。
- 彰化縣和美鎮天佑宮的媽祖神像
- 彰化縣二林鎮仁和宮
- 彰化縣芳苑白馬峰普天宮
- 南投縣竹山鎮竹山連興宮的媽祖神像
- 南投縣竹山鎮竹山玄靈宮的觀音神像（全台最大的軟身神像)

### 南台灣
- 雲林縣西螺鎮福興宮的媽祖神像
- 雲林縣西螺鎮廣福宮的媽祖神像
- 雲林縣元長鄉鰲峰宮開基保生大帝神像
- 雲林縣北港鎮朝天宮的媽祖神像
- 嘉義縣朴子市配天宮的媽祖神像
- 嘉義縣東石鄉笨港口港口宮的媽祖神像
- 嘉義縣新港鄉大興宮的保生大帝神像
- 臺南市中西區大上帝廟 北極殿玄天二上帝神像、註生娘娘神像
- 臺南市中西區臨水夫人廟鎮殿三位夫人神像
- 臺南市中西區開基辜婦媽廟二鎮辜婦媽夫人神像
- 臺南市中西區府城隍廟出巡威靈公與夫人神像、註生娘娘神像
- 臺南市中西區赤崁樓大士殿開基觀音菩薩神像[最小尊的軟身觀音]
- 臺南市鹽水月港護庇宮媽祖神像
- 臺南市中西區祀典武廟關聖帝君神像、註生娘娘神像
- 臺南市安南區正統鹿耳門聖母廟鹿耳門大媽、鹿耳門二媽、出巡大媽神像
- 台南市後壁下茄苳泰安宮媽祖神像
- 臺南市中西區大天后宮媽祖神像
- 臺南市中西區五帝廟五顯大帝神像
- 臺南市北區三山國王廟鎮殿三山國王神像、三位夫人神像
- 臺南市中西區開山宮保生大帝神像、註生娘娘神像
- 臺南安平區妙壽宮鎮殿保生大帝神像
- 臺南市中西區永華宮廣澤尊王老祖神像
- 臺南市安平區安平天后宮鎮殿天上聖母神像
- 臺南市永康區鹽行天后宮二聖母媽祖神像
- 臺南市西港區玉敕開仙真宮保生大帝神像
- 臺南市學甲區學甲慈濟宮黑面保生大帝神像
- 臺南市佳里區佳里金唐殿朱、雷、殷 府千歲的神尊
- 臺南市北區開基玉皇宮玉皇上帝、玉皇四殿下、玉皇三公主娘的神尊
- 高雄市茄萣區頂茄萣賜福宮的媽祖神像
- 高雄市旗山區天后宮的媽祖神像
- 高雄市茄萣區下茄萣金鑾宮的媽祖神像
- 高雄市左營區鳳邑舊城城隍廟的城隍神像
- 高雄市左營區城邑慈濟宮的保生大帝神像
- 高雄市楠梓區後勁聖雲宮保生大帝(老祖)神像
- 高雄市鼓山區內惟龍目井龍泉宮的湄洲媽祖神像
- 澎湖縣白沙鄉吉貝村吉貝武聖殿的五虎將(關張趙馬黃)五尊神像

## 現況
隨著雕刻技術提升，軟身神像之製作已非因難，一般民家亦可供奉軟身神像。

## 外部連結
- 認識台灣的第一站～旗山奇
- 白沙屯媽祖婆網站 （页面存档备份，存于）
- 嘉義縣東石鄉公所 （页面存档备份，存于）
- 順濟天后宮全球資訊網
- 馬義雄兵 和美拜票 （页面存档备份，存于）